# Aleksiej Topczijew
Aleksiej Wasiljewicz Topczijew (ros. Алексей Васильевич Топчиев, ur. 1912, zm. 4 grudnia 1969) – radziecki polityk.
W 1935 ukończył Moskiewski Instytut Górniczy, pracował w Państwowym Projektowo-Konstruktorskim i Eksperymentalnym Instytucie Inżynierii Węglowej jako starszy inżynier, kierownik warsztatu, szef działu konstruktorskiego i główny inżynier, a od 1947 dyrektor instytutu. Od 1949 w WKP(b), od 1957 przewodniczący Rady Ekspertyzy Techniczno-Ekonomicznej Państwowej Komisji Planowania (Gospłanu) ZSRR, od 1962 doktor nauk technicznych, od kwietnia 1963 do marca 1965 przewodniczący Państwowego Komitetu Budowy Maszyn Ciężkich, Energetycznych i Transportowych przy Gospłanie ZSRR - minister ZSRR, następnie na emeryturze. Pochowany na Cmentarzu Nowodziewiczym.

## Odznaczenia i nagrody
- Order Lenina
- Order Czerwonego Sztandaru Pracy
- Nagroda Państwowa ZSRR (trzykrotnie - 1946, 1949 i 1952)